# Andrzej Sarwa
Œuvres principales
“Uwikłany” (“Impliqué”) 
 “Szepty i cienie” (“Chuchotements et ombres”)
 “Ziarna ocalenia” (“Grains de salut”)
 „Wieszczba krwawej głowy” („L’oracle de la tête sanglante”)
Andrzej Juliusz Sarwa, né le 12 avril 1953 à Sandomierz, est un écrivain polonais, membre de l’Association des écrivains polonais, de l’Association des journalistes polonais, honoré de la décoration “Mérite pour la culture polonaise”, auteur de plus de 200 livres et quelques centaines d’articles de différents domaines y compris des travaux de théologie du domaine d’eschatologie et démonologie,, Certains d’entre eux constituent la lecture pour les étudiants de science des religions et théologie dans plus d’une dizaine des universités polonaises les plus prestigieuses (entre autres Université Jagellon à Cracovie, Université de Łódź, Université Catholique de Lublin, Université de Stefan Wyszyński à Varsovie).[réf. nécessaire]

## Œuvres

### Romans
- Opowieść o Halinie, córce Piotra z Krępy (1991)
- Cień Władcy Sabatu (1993, rééd. 2006, 2010, 2011)
- Pąsowy liść klonu (2012)
- Uwikłany (2013)
- Szepty i cienie (2013)
- Ziarna ocalenia (2013)
- Wieszczba krwawej głowy (2017)

### Recueils de nouvelles
- Gałązka rajskiej jabłoni, (1991, rééd. 2010, 2013)
- Tam Lin i królowa elfów, (2008, rééd. 2010, 2013)
- Tajemnica Wysp Koralowych, (2013)
- Strzyga, (2006, rééd. 2008, 2014)
- W stronę horyzontu. Opowieści niezwykłe, (2017); édition ukrainienne : В бік виднокраю. Оповідки незвичайні, (2017)

### Poésie
- Tarnina, (1991, rééd. 1992)
- Pochody (1991); édition anglaise : The marchers (2000)
- Poezje zebrane, (2015); édition italien : Poesie di Andrzej Juliusz Sarwa (2017)

### Sciences des religions
- Herezjarchowie i schizmatycy, (1991)
- Rzeczy ostateczne człowieka i świata. Eschatologia Kościoła Wschodniego (2003)
- Rzeczy ostateczne człowieka i świata. Eschatologia islamu (2003)
- Rzeczy ostateczne człowieka i świata. Eschatologia zaratusztrianizmu (2005)
- Życie przed życiem, życie po życiu? Rzeczy ostateczne człowieka i świata w tradycjach niebiblijnych (2010)